# Francuscy posłowie do Parlamentu Europejskiego 2024–2029
Francuscy posłowie X kadencji do Parlamentu Europejskiego zostali wybrani w wyborach przeprowadzonych 9 czerwca 2024 (a dzień wcześniej w niektórych terytoriach zamorskich), w których wyłoniono 81 deputowanych.

## Posłowie według list wyborczych
Zjednoczenie Narodowe
- Jordan Bardella
- Malika Sorel
- Fabrice Leggeri
- Mathilde Androuët
- Jean-Paul Garraud
- Mélanie Disdier
- Matthieu Valet
- Anne-Sophie Frigout
- Thierry Mariani
- Pascale Piera
- Philippe Olivier
- Marie-Luce Brasier-Clain
- Alexandre Varaut
- Catherine Griset
- Gilles Pennelle
- Virginie Joron
- Julien Sanchez
- Julie Rechagneux
- Aleksandar Nikolic
- Valérie Deloge
- Rody Tolassy
- Marie Dauchy
- Pierre-Romain Thionnet
- Pierre Pimpie
- Julien Leonardelli
- Angéline Furet
- France Jamet
- André Rougé[2]
- Séverine Werbrouck, poseł do PE od 27 września 2024
- Christophe Bay, poseł do PE od 27 września 2024

Renaissance i koalicjanci
- Valérie Hayer
- Bernard Guetta
- Marie-Pierre Vedrenne
- Pascal Canfin
- Nathalie Loiseau
- Sandro Gozi
- Fabienne Keller
- Grégory Allione
- Laurence Farreng
- Gilles Boyer
- Valérie Devaux
- Christophe Grudler
- Stéphanie Yon-Courtin

Partia Socjalistyczna i Place publique
- Raphaël Glucksmann
- Nora Mebarek
- Pierre Jouvet
- Aurore Lalucq
- Christophe Clergeau
- Murielle Laurent
- Jean-Marc Germain
- Emma Rafowicz
- Thomas Pellerin-Carlin
- Chloé Ridel
- Éric Sargiacomo
- Claire Fita
- François Kalfon

La France insoumise
- Manon Aubry
- Younous Omarjee
- Marina Mesure
- Anthony Smith
- Leïla Chaibi
- Arash Saeidi
- Rima Hassan
- Damien Carême
- Emma Fourreau

Republikanie i koalicjanci
- François-Xavier Bellamy
- Céline Imart
- Christophe Gomart
- Isabelle Le Callennec
- Laurent Castillo
- Nadine Morano

Les Écologistes
- Marie Toussaint
- David Cormand
- Mélissa Camara
- Mounir Satouri
- Majdouline Sbai

Reconquête
- Marion Maréchal
- Guillaume Peltier
- Sarah Knafo
- Nicolas Bay
- Laurence Trochu

Byli posłowie X kadencji do PE
- Gaëtan Dussausaye (z listy RN), do 26 września 2024
- Sylvie Josserand (z listy RN), do 26 września 2024